# Lista siturilor arheologice din județul Argeș - P
Lista siturilor arheologice din județul Argeș - P conține toate siturile arheologice din județul Argeș înscrise în Repertoriul Arheologic Național (RAN) și aflate în localități al căror nume începe cu litera P. RAN este administrat de Ministerul Culturii și Patrimoniului Național și cuprinde date științifice, cartografice, topografice, imagini și planuri, precum și orice alte informații privitoare la zonele cu potențial arheologic, studiate sau nu, încă existente sau dispărute.
Puteți căuta un sit din localitățile care încep cu litera P folosind formularul de mai jos sau puteți naviga prin toate siturile din județ la Lista siturilor arheologice din județul Argeș.
| Cod RAN                                   | Denumire | Localitate                                | Adresă                   | Datare               | Descoperit | Coordonate                                    | Imagine           | Erori            |
| ----------------------------------------- | --- | ----------------------------------------- | ------------------------ | -------------------- | ---------- | --------------------------------------------- | ----------------- | ---------------- |
| 16392.01.02 (Cod LMI: AG-I-m-A-13368.02)  | Ruinele conacului logofătului Vlaicu Piscanu de la Piscani - "Dealul Iudei" / ansamblu Incinta conacului marelui logofăt Vlaicu Piscanul (Categorie: construcție) (Tip: Incintă) | sat Piscani, comuna Dârmănești            | Dealul Iudei             | sec. XVI             |            | 44°59′06″N 24°55′43″E / 44.985°N 24.92861°E   | Încărcați imagine | Raportați eroare |
| 16392.01.01 (Cod LMI: AG-I-m-A-13368.01)  | Ruinele conacului logofătului Vlaicu Piscanu de la Piscani - "Dealul Iudei" / ansamblu anonim (Categorie: construcție) (Tip: Conac)                                              | sat Piscani, comuna Dârmănești            | Dealul Iudei             | sec. XVI             |            | 44°59′06″N 24°55′43″E / 44.985°N 24.92861°E   | Încărcați imagine | Raportați eroare |
| 16356.01.01 (Cod LMI: AG-I-s-A-13369)     | Așezarea romană de la Podu Dâmboviței / ansamblu anonim (Categorie: locuire civilă) (Tip: Așezare)                                                                               | sat Podu Dâmboviței, comuna Dâmbovicioara |                          | romană sec. II - III |            | 45°24′44″N 25°13′03″E / 45.41222°N 25.2175°E  | Încărcați imagine | Raportați eroare |
| 18171.01.01 (Cod LMI: AG-I-s-B-13370)     | Așezarea Gumelnița de la Popești - "Vârful Măgura" / ansamblu anonim (Categorie: locuire civilă) (Tip: Așezare)                                                                  | sat Popești, comuna Popești               | Vârful Măgura (cota 130) | Gumelnița            |            |                                               | Încărcați imagine | Raportați eroare |
| 17245.01.02 (Cod LMI: AG-I-m-A-13371.01)  | Castrul și limes-ul de la Purcăreni - "Poiana Leana lui Nica" / ansamblu anonim (Categorie: locuire militară) (Tip: Castru)                                                      | sat Purcăreni, comuna Micești             | Poiana Leana lui Nica    | romană sec. II-III   |            | 44°57′28″N 24°53′37″E / 44.95778°N 24.89361°E | Încărcați imagine | Raportați eroare |
| 17245.01.01 (Cod LMI: AG-I-m-A-13371.02)  | Castrul și limes-ul de la Purcăreni - "Poiana Leana lui Nica" / ansamblu Traseul limes-ului Transalutan (Categorie: locuire militară) (Tip: Limes)                               | sat Purcăreni, comuna Micești             | Poiana Leana lui Nica    | romană sec. II - III |            | 44°57′28″N 24°53′37″E / 44.95778°N 24.89361°E | Încărcați imagine | Raportați eroare |
| 16356.02.01 (Cod LMI: AG-II-m-A-13763.01) | Ruinele cetății Oratia și ale hanului medieval de la Podu Dâmboviței / ansamblu Ruinele cetății Oratea (Categorie: locuire militară) (Tip: Cetate)                               | sat Podu Dâmboviței, comuna Dâmbovicioara |                          | sec. XIV             |            |                                               | Încărcați imagine | Raportați eroare |
| 16356.02.02 (Cod LMI: AG-II-m-A-13763.02) | Ruinele cetății Oratia și ale hanului medieval de la Podu Dâmboviței / ansamblu Ruine han (Categorie: locuire militară) (Tip: Han)                                               | sat Podu Dâmboviței, comuna Dâmbovicioara |                          | sec. XIV             |            |                                               | Încărcați imagine | Raportați eroare |
| 16356.04 (Cod LMI: AG-IV-m-A-13981)       | Cruce de piatră la Podu Dâmboviței (Categorie: structură de cult/religioasă) (Tip: cruce)                                                                                        | sat Podu Dâmboviței, comuna Dâmbovicioara |                          | 1692                 |            |                                               | Încărcați imagine | Raportați eroare |
| 16356.06 (Cod LMI: AG-IV-m-A-13983)       | Cruce de piatră la Podu Dâmboviței (Categorie: structură de cult/religioasă) (Tip: cruce)                                                                                        | sat Podu Dâmboviței, comuna Dâmbovicioara |                          | 1711                 |            |                                               | Încărcați imagine | Raportați eroare |
| 16356.07 (Cod LMI: AG-IV-m-A-13984)       | Cruce de piatră la Podu Dâmboviței (Categorie: structură de cult/religioasă) (Tip: cruce)                                                                                        | sat Podu Dâmboviței, comuna Dâmbovicioara |                          | 1711                 |            |                                               | Încărcați imagine | Raportați eroare |
| 16356.08 (Cod LMI: AG-IV-m-A-13985)       | Cruce de piatră la Podu Dâmboviței (Categorie: structură de cult/religioasă) (Tip: cruce)                                                                                        | sat Podu Dâmboviței, comuna Dâmbovicioara |                          | sec. XVIII           |            |                                               | Încărcați imagine | Raportați eroare |
| 15885.01 (Cod LMI: AG-IV-m-A-13986)       | Cruce de piatră la Poienărei (Categorie: structură de cult/religioasă) (Tip: cruce)                                                                                              | sat Poienărei, comuna Corbi               |                          | 1660-1673            |            |                                               | Încărcați imagine | Raportați eroare |
| 15885.02 (Cod LMI: AG-IV-m-A-13987)       | Cruce de piatră la Poienărei (Categorie: structură de cult/religioasă) (Tip: cruce)                                                                                              | sat Poienărei, comuna Corbi               |                          | 1660-1673            |            |                                               | Încărcați imagine | Raportați eroare |
| 15885.03 (Cod LMI: AG-IV-m-A-13988)       | Cruce de piatră la Poienărei (Categorie: structură de cult/religioasă) (Tip: cruce)                                                                                              | sat Poienărei, comuna Corbi               |                          | 1776                 |            |                                               | Încărcați imagine | Raportați eroare |
| 18171.02                                  | Cruce de piatră la Popești (Categorie: structură de cult/religioasă) (Tip: cruce)                                                                                                | sat Popești, comuna Popești               |                          | 1822                 |            |                                               | Încărcați imagine | Raportați eroare |